# Albert Mayer (architecte)
Albert Mayer, né le 29 décembre 1897 à New York et mort le 14 octobre 1981 dans la même ville, est un architecte et urbaniste américain.
D'abord ingénieur, Albert Mayer devient architecte. Il s'engage notamment en faveur d'une meilleure prise en compte de l'aspect social du logement. À partir de 1945, il s'investit dans des programmes de développement rural et de planification urbaine en Inde, notamment pour la future ville de Chandigarh.

## Biographie

### Famille et débuts professionnels
Albert Mayer est originaire de New York, où il naît le 29 décembre 1897.
Il étudie à l'université Columbia puis reçoit un diplôme d'ingénieur du Massachusetts Institute of Technology en 1919. Il est ingénieur civil pour la ville de New York pendant plusieurs années avant de devenir architecte.
Albert Mayer se marie trois fois, avec Phyllis Carter, Marion Mill Preminger puis Magda Pastor en 1975. Il a trois enfants. 

### New Deal (1930-1945)

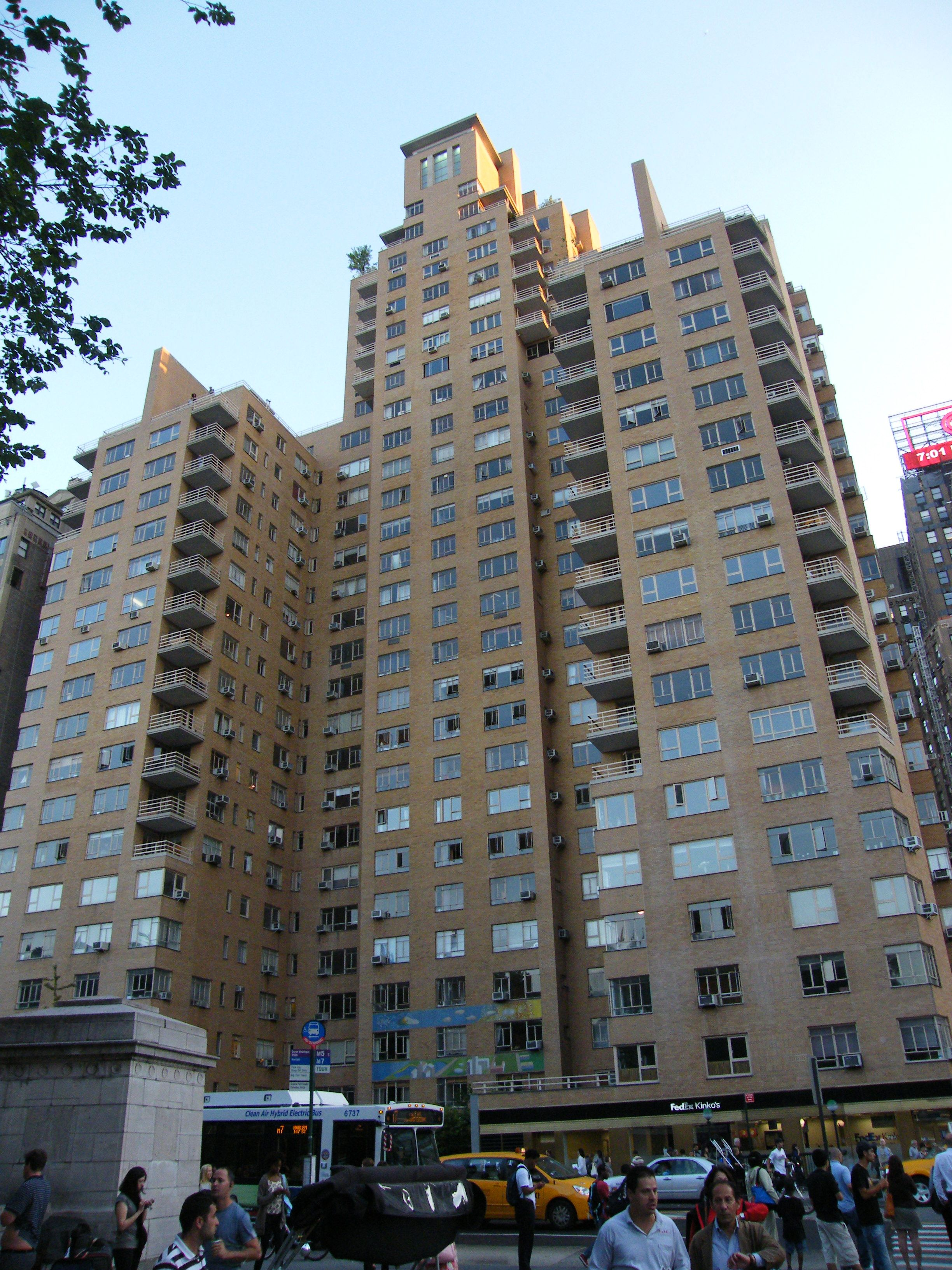
240 Central Park South à New York.

Dans les années 1930, à l'époque du New Deal, il se rapproche d'autres architectes et urbanistes souhaitant apporter une dimension sociale et communautaire au logement (Fredrick Ackerman (en), Catherine Bauer, Robert Kohn (en), Clarence Stein (en), etc.). De 1930 à 1933, il est notamment membre de la Regional Planning Association of America, fondée par Clarence Stein et qui promeut les villes à ceinture verte.
Durant l'été 1933, il fonde avec Lewis Mumford et Henry Wright (en) le Housing Study Guild (« Syndicat d'étude du logement »), un centre de recherche sur les problématiques techniques, économiques et sociales posées par l'urbanisme et le logement. Les propositions de l'organisme, financé par le gouvernement pendant cinq ans, portent principalement sur le logement social public et l'habitat à loyer modéré. Il développe notamment l'idée de « tour dans le parc » (tower in the park), avec l'objectif de remplacer les bidonvilles par des hauts immeubles entourés de parcs. Certaines de leurs recommandations participent à l'adoption de la loi sur le logement de 1937 et la création de l'agence des États-Unis pour le logement,,.
En 1935, il cofonde avec Julian Whittlesey le cabinet d'architecture Mayer & Whittlesey, qui deviendra Mayer, Whittlesey & Glass en 1945 avec l'arrivée de M. Milton Glass. Dans les années 1940, le cabinet acquiert une certaine réputation, notamment pour la construction de hauts immeubles résidentiels à New York (comme le 240 Central Park South) et pour des projets de logements financés dans le cadre du New Deal.

### Carrière indienne (1945-1960)
Durant la Seconde Guerre mondiale, Albert Mayer est ingénieur pour l'armée de terre américaine en Afrique du Nord puis en Inde. Au Bengale, dans le théâtre des opérations de Chine-Birmanie-Inde, le lieutenant-colonel Mayer supervise la construction d'aérodromes et s'intéresse à la culture indienne,. En 1945, il rencontre le dirigeant indien Jawaharlal Nehru avec qui il échange sur son idée de créer des « villages modèles » pour développer l'Inde.
À l'automne 1946, il est invité pour une visite dans l'Uttar Pradesh, contrôlé par le Congrès national indien de Nehru. Après cette visite, il estime l'idée de « villages modèles » insuffisante et propose un programme de développement rural intégré. L'année suivante, il est nommé conseiller du gouvernement de l'Uttar Pradesh. Un programme pilote, connu sous le nom d'Etawah Pilot Development Project, est alors lancé dans le district d'Etawah. Le but est de « reconstruire une vie en communauté rurale », mêlant améliorations des infrastructures (voirie, logement, etc. et innovations sociales . Albert Mayer y développe le concept du Village Level Worker (un non-expert qui sert de lien avec les experts du gouvernement et les villageois) et recrute des Rural Life Analysts (des anthropologues dont le métier est d'anticiper les réactions des habitants et communiquer avec eux),. Il met également l'accent sur l'alphabétisation et met en place des journaux locaux à l'attention des fermiers. Le programme, malgré son faible coût, est considéré comme un succès en matière de production agricole, d'éducation ou encore d'amélioration des relations entre l'administration et les communautés locales. L'idée est étendue à l'échelle nationale à partir de 1952, mais Albert Mayer se montre critique vis-à-vis d'une mise en place trop rapide, ne permettant pas de développer les moyens humains nécessaires,.
Parallèlement à l'Etawah Project, Albert Mayer s'investit sur les questions d'urbanisme. Face à la croissance urbaine et aux mouvements de population nés de la partition des Indes, le gouvernement indien souhaite recourir à la planification urbaine. En 1947, Albert Mayer rédige des études préliminaires au plan d'urbanisme de Bombay. Il conseille ensuite les urbanistes de Cawnpore (Uttar Pradesh).

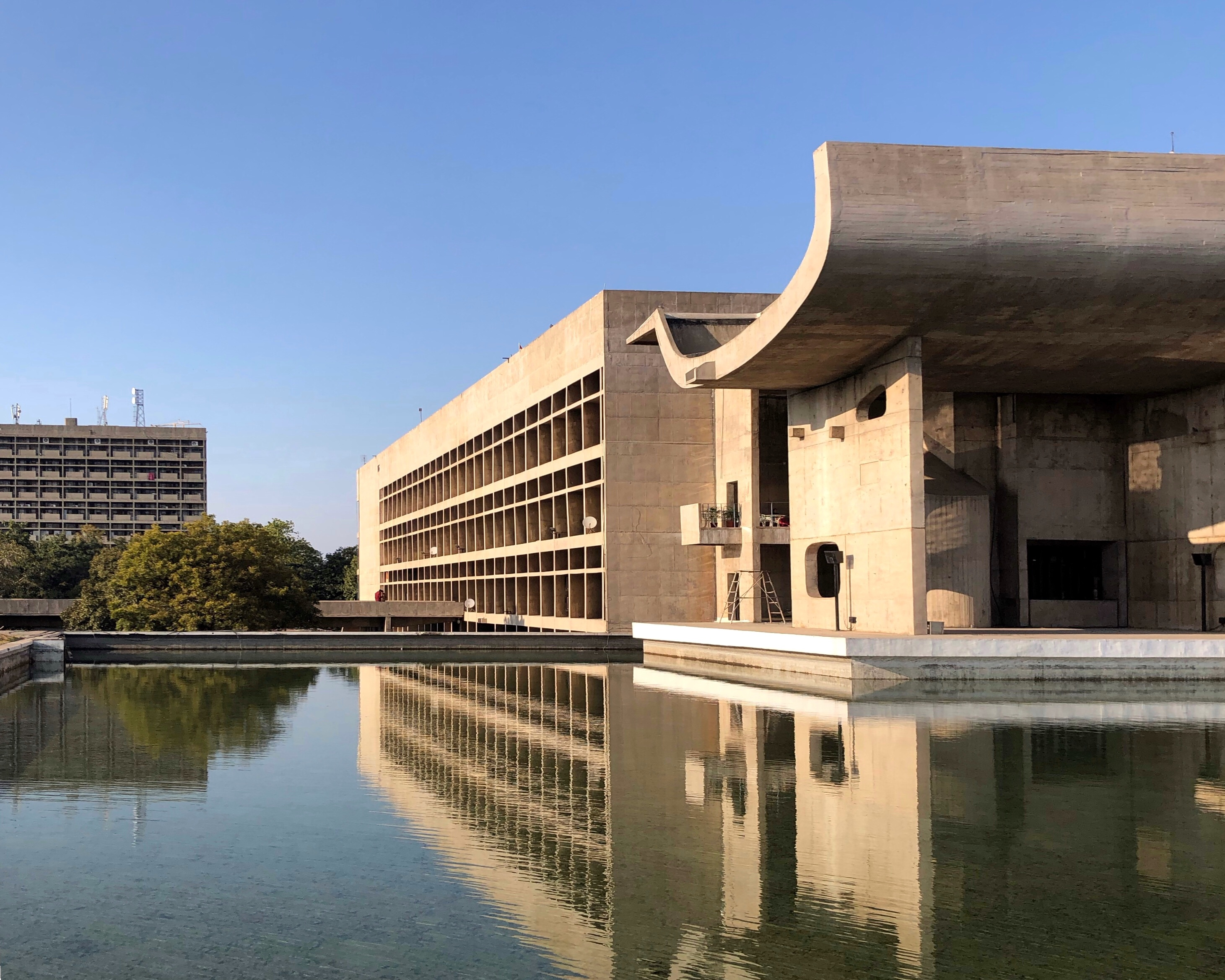
Le capitole de Chandigarh.

En décembre 1949, il est approché par le gouvernement du Punjab pour réaliser la nouvelle capitale de l'État indien du Pendjab, son ancienne capitale Lahore étant désormais située au Pakistan. Albert Mayer s'entoure de plusieurs experts américains, en particulier de l'architecte Matthew Nowicki. Le duo Mayer-Nowicki réalise un plan pour Chandigarh, un projet de ville en éventail s'inspirant des cités-jardins. Le plan met en avant les principales routes, l'organisation des quartiers, la création de deux parcs selon un axe nord-est/sud-ouest et une carte détaillée du centre-ville et du capitole. De ce travail, Albert Mayer écrit à Nehru qu'il a « le sentiment de rendre [la ville] profondément indienne, en sentiments et en fonctionnalités, mais aussi moderne » (« I feel we have been able to make it strongly Indian in feeling and function as well as modern »). En particulier, il divise la ville en « superblocs », unités résidentielles possédant leurs propres commerces, pour rappeler l'importance du village dans la tradition indienne. Après la mort de Matthew Nowicki en août 1950, Albert Mayer ne poursuit pas l'aventure. Le Corbusier est désigné par l'Inde pour prendre la relève, modifiant de manière importante le travail de Mayer et Nowicki. Si Le Corbusier conserve le capitole, ce dernier est en béton et non plus en grès rouge traditionnel. Les « superblocs » de 457 m sur 904 m sont remplacés par des « secteurs » plus grands de 792 m sur 1 207 m (à l'exception du secteur 8). Surtout, les routes courbées reprennent des formes géométriques et rectilignes, modifiant l'organisation urbaine.
Albert Mayer continue à travailler en Inde. De 1950 à 1957, c'est en tant qu'urbaniste et architecte qu'il dirige l'extension de l'institut agricole Allahabad (en) en Uttar Pradesh. Au milieu des années 1950, il dirige un comité d'expert américains pour aider le gouvernement indien à construire une nouvelle capitale ; le plan directeur pour New Delhi est publié en 1961.

### Carrière américaine (1950-1981)
Hors d'Inde, il participe à la planification d'Ashdod, en Israël, et devient architecte de la ville nouvelle de Kitimat en Colombie-Britannique (Canada). C'est cependant à New York qu'il s'accomplit en tant qu'architecte, avec la réalisation de plusieurs bâtiments d'envergure.
En 1961, Albert Mayer prend sa retraite du cabinet Mayer, Whittlesey and Glass. Il poursuit cependant une carrière de consultant pour plusieurs villes américaines dont Cleveland, Miami, Sacramento et San Antonio,. En 1967, il participe à la planification de la ville nouvelle de Maumelle, en Arkansas, un projet soutenu par l'État fédéral. Il est également professeur d'urbanisme à l'université Columbia de 1967 à 1971, et mène de nombreux colloques sur le logement à travers le pays.
Il meurt d'un arrêt cardiaque à son domicile new-yorkais le 14 octobre 1981, à l'âge de 83 ans.

## Œuvre

### Philosophie
Albert Mayer définit sa pensée dans The Urgent Future, publié en 1967,. En matière d'urbanisme, il s'oppose à la « croissance naturelle » des villes et s'engage pour une planification urbaine, ordonnée. La satisfaction des besoins sociaux est considérée comme une priorité : l'accent est mis sur la lumière, les espaces extérieurs et le sens de la communauté.
De par ses méthodes d'implications des habitants dans le cadre du Etawah Pilot Development Project, Albert Mayer est considéré comme un des précurseurs du développement communautaire (en).

### Principales réalisations architecturales

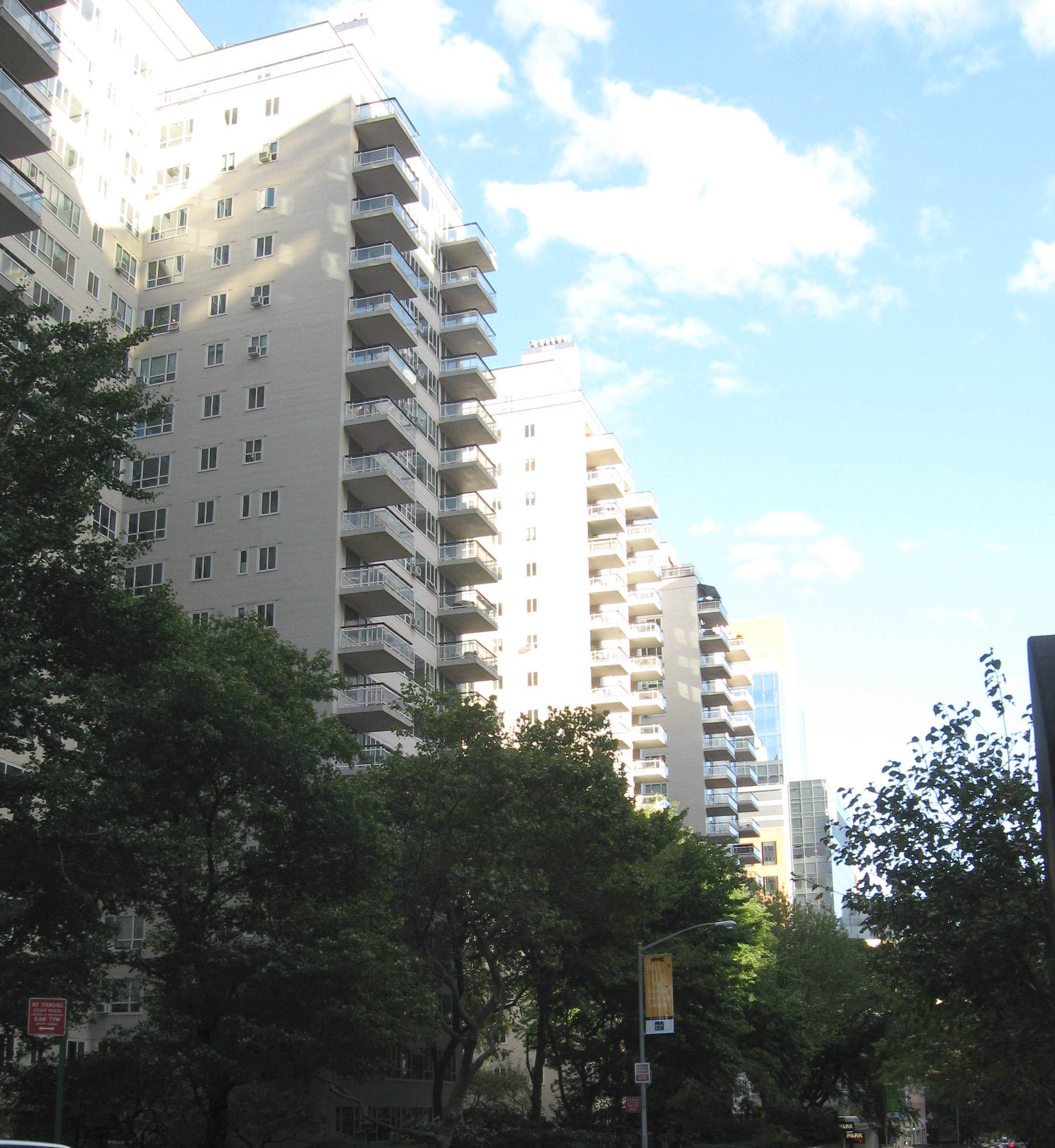
Manhattan House.

Selon le New York Times, ses principales réalisations à New York sont 240 Central Park South (en), Manhattan House (en) et 333 East 69th Street.
Le 240 Central Park South est construit sur un terrain acquis par la famille d'Albert Mayer en 1939. Albert Mayer et Julian Whittlesey réalisent un bâtiment principal de 28 étages et un plus petit bâtiment de 15 étages. Les bâtiments de brique orange n'occupent que la moitié de leur tènement, laissant une place importante aux espaces extérieurs. À partir du 7e étage, les pièces d'angles sont transformées en balcons, dont une grande partie donne sur Central Park,. Construit entre 1939 et 1940 avec peu d'ornements, l'immeuble représente un exemple de la transition entre le mouvement art déco et l'architecture moderne. Salué par la critique après sa construction,, il est inscrit au Registre national des lieux historiques.
La Manhattan House est réalisée par Albert Mayer et Julian Whittlesey en association avec l'agence Skidmore, Owings and Merrill. Elle est construite entre 1947 et 1951 dans l'Upper East Side pour l'assurance New York Life. L'immeuble de 21 étages s'illustre notamment par ses façades de brique blanche et ses balcons. À nouveau, moins de la moitié du terrain est bâtie. La construction de la Manhattan House est fortement médiatisée. Comparé aux travaux de Ludwig Mies van der Rohe et Le Corbusier, l'immeuble reçoit des critiques plutôt positives. Certains estiment toutefois qu'il initie le déclin de la qualité architecturale des immeubles d'habitation à New York.